# Isla Vilkitski (Mar de Siberia Oriental)
Isla Vilkitski (en ruso: Oстров Вильки́цкого; Ostrov Vilkitskogo o Isla Vilkitsky) es la isla más meridional del grupo De Long en la parte norte del Mar de Siberia Oriental. Con apenas 1,5 kilómetros cuadrados es la isla más pequeña del grupo. Su Mayor elevación alcanza los 70 metros. Está fuera de los límites de hielo permanente y no tiene glaciares.
Administrativamente Vilkitsky pertenece a la división administrativa de la República de Sajá, en la Federación de Rusia.
Esta isla no debe ser confundida con Vilkitsky en el Mar de Kara, que forma parte del archipiélago de Nordenskjold, o con la Isla Vilkitsky situada en el mar Laptev frente a la costa oriental de la Península Taymyr.